# Равич, Марк Ильич
Марк Ильи́ч Ра́вич (22 апреля 1906, Мелитополь, Таврическая губерния, Российская империя — 1970) — советский химик, специалист в области физической химии. Доктор химических наук, профессор.

## Биография
Марк Равич родился 9 (22) апреля 1906 года в Мелитополе (ныне Запорожской области Украины).
Окончил Крымский университет им. М. В. Фрунзе в 1921 году.
В Крыму преподавал химию в средней школе, затем работал ассистентом на кафедре в университете, изучал соляные озёра полуострова. В 1927 году познакомился с академиком Н. С. Курнаковым. По его приглашению переехал в Ленинград и стал сотрудником Государственного института прикладной химии. С 1932 года работал в Институте физико-химического анализа АН СССР. После того, как это учреждение преобразовали в Институт общей и неорганической химии и перевели в Москву, переехал в столицу и работал в нём старшим научным сотрудником до конца жизни.
В 1936 году защитил диссертацию на соискание учёной степени кандидата химических наук.
В 1942 году защитил диссертацию на соискание учёной степени доктора химических наук.
В разные годы преподавал в Ленинградском горном институте, Московском химико-технологическом институте мясной промышленности, Московском полиграфическом институте, Московском геологоразведочном институте имени С. Орджоникидзе.
Умер в 1970 году.

### Семья
- отец — Илья Меерович Равич (1872—1916), меламед (учитель хедера).
- мать — Хана (Анна) Исааковна Равич (урождённая Рамм, 1875—?), зубной врач.
- сестра — Вера Ильинична Равич (1900—?).

## Награды
- орден Ленина
- орден «Знак Почёта» (13.11.1944)
- медали

## Научная деятельность
Научные интересы были связаны со свойствами водно-солевых систем. В отечественной науке он стал первопроходцем в изучении их фазовых равновесий при высоких давлениях и температурах.

### Основные работы
- Курнаков Н. С., Кузнецов В. Г., Дзенс-Литовский А. И., Равич М. И. Соляные озёра Крыма. — М.—Л.: Изд. АН СССР, 1936. — 276 с.
- Равич М. И. Пространственные складки химических диаграмм. — В кн.: Курнаков Н. С. «Введение в физико-химический анализ: учеб. пособие для хим. фак. гос. ун-тов». М.: Изд-во АН СССР; Л.: Изд-во АН СССР, 1940, с. 430—458.
- Равич М. И. Водно-солевые системы при повышенных температурах и давлениях. М.: Наука, 1974. — 151 с.
- Равич М. И. Воспоминания о работе Н. С. Курнакова по изучению соляных озёр. — В кн.: Николай Семёнович Курнаков в воспоминаниях современников и учеников / Отв. ред. Звягинцев О. Е. М.: Изд-во АН СССР, 1961, с. 61—68.

Монография «Водно-солевые системы при повышенных температурах и давлениях» была опубликована через несколько лет после его смерти.